# Cuôr Knia
Cuôr Knia là một xã thuộc huyện Buôn Đôn, tỉnh Đắk Lắk, Việt Nam.

## Địa lý
Xã Cuôr Knia có vị trí địa lý:
- Phía đông và phía bắc giáp huyện Cư M'gar
- Phía tây giáp xã Tân Hòa và xã Ea Nuôl
- Phía nam giáp xã Ea Bar.

Xã Cuôr Knia có diện tích 77,28 km², dân số năm 2001 là 16.215 người, mật độ dân số đạt 210 người/km².

## Hành chính
Xã Cuôr Knia được chia thành 13 thôn: 1, 2, 3, 4, 5, 6, 7, 8, 11, 12, 13, Ea Kning, Sình Mây.

## Lịch sử
Ngày 23 tháng 10 năm 1978, Hội đồng Chính phủ ban hành Quyết định số 271-CP về việc thành lập xã Cuôr Knia trên cơ sở vùng kinh tế mới thuộc thị xã Buôn Mê Thuột. 
Ngày 29 tháng 8 năm 1994, Chính phủ ban hành Nghị định số 100/1994/NĐ-CP về việc thành lập xã Ea Bar thuộc thị xã Buôn Mê Thuột trên cơ sở tách một phần diện tích và dân số của xã Cuôr Knia.
Ngày 21 tháng 1 năm 1995, Chính phủ ban hành Nghị định số 08/CP về việc chuyển xã Cuôr Knia thuộc thành phố Buôn Ma Thuột về huyện Ea Súp quản lý.
Ngày 7 tháng 10 năm 1995, Chính phủ ban hành Nghị định số 61-CP về việc chuyển xã Cuôr Knia thuộc huyện Ea Súp về huyện Buôn Đôn mới thành lập quản lý.
Ngày 15 tháng 8 năm 2001, Chính phủ ban hành Nghị định số 49/2001/NĐ-CP về việc:
- Sáp nhập 930 ha diện tích tự nhiên và 4.006 nhân khẩu của xã Ea Bar vào xã Cuôr Knia quản lý. Xã Cuôr Knia có 7.728 ha diện tích tự nhiên và 16.215 nhân khẩu.
- Thành lập xã Tân Hòa trên cơ sở 5.698 ha diện tích tự nhiên và 8.621 nhân khẩu của xã Cuôr Knia.

Sau khi điều chỉnh địa giới hành chính thành lập xã Tân Hòa, xã Cuôr Knia còn lại 2.030 ha diện tích tự nhiên và 7.594 nhân khẩu.